# Danny Pudi
Daniel Mark Pudi (* 10. března 1979, Chicago) je americký herec a komik, jehož nejznámější role je student Abed Nadir ze seriálu Zpátky do školy (NBC/Yahoo) za který byl třikrát nominovaný na cenu Critics' Choice Television za vedlejší roli v komediálním seriálu, dále obrdžel nominaci na ocenění amerických televizních kritiků TCA v kategorii komedie. Dále je slavný svým dabingem Dulíka v nové verzi animovaného seriálu Kačeří Příběhy (2017).

## Dětství a studium
Pudi se narodil v městě Chicago ve státě Illinois. Jeho matka je Teresa Pudi (rozená Komendant), programátorka a analytička, jeho otec je Abraham L. Pudi, indo-američan, patří k Telugským křesťanům. Matka Abrahama je Polka žijící v Americe (narozená v městě Pokosno, Marianně (rozené Organek) a Boleslawovi Komendantovým. Pudiho prvním jazykem byla polština, mluvil tak se svou matkou a babičkou. Vyrůstal na jižní straně Chicaga, ale chodil do chlapecké katolické školy Notre Dame College Prep v předměstí Niles ve státě Illinois.
Studoval tanec v Chicagu a pokračoval na Marquette university v městě Milwaukee ve Wisconsinu, promoval v oboru komunikace a divadlo v roce 2001.
Na univerzitě Marquette vyhrál stipendium Chrise Farleye. Kromě ročního školného ho stipendium přivedlo i k účinkování v improvizační události, kde byl Jim Breuer a Dave Chappelle. To zvýšilo jeho zájem o studia improvizace. Po absolvování univerzity Pudi účinkoval v letním divadle ve Wisconsinu a poté studoval herectví v divadle The Second City v Chicagu.

## Kariéra
Pudi se stal náborovým pracovníkem ještě než se přestěhoval do Los Angeles v roce 2005. Jeho práce vedená z domova mu umožnila zúčastnit se konkurzů a vyhnul se tak „problémům s herectvím během číšnické práce a brigád“. Předtím než byl obsazen do seriálu Zpátky do školy, tak se zúčastnil několika pilotních dílů pro různé seriály.
Pudi se objevil i v reklamách na produkty a firmy jako jsou Snickers, Verizon, McDonalds, T-Mobile a Pokémon. V roce 2012 se zúčastnil pořadu Pyramida jako celebritní soutěžící společně s kolegyní Yvette Nicole Brown ze seriálu Zpátky do školy.
Ve filmu Road Trip 2: Pivní pong ztvárnil postavu mladého muže jménem Arash. Další větší roli měl jako postava Lando v hororové komedii Knights of Badassdom. Také účinkoval v hudebním videoklipu skupiny Jonas Street Station nazvaném „The Understaniding“. V mnoha internetových videí se objevil jako host, např. „Monoloque for Three“ tvůrčí skupiny BriTANicKs. Camoe role měl ve filmu Captain America: Návrat prvního Avengera a živě natáčené eipzodě seriálu Hot in Cleveland.
Na podzim roku 2014 dostal roli v muzikálu FOUND. V roce 2017 hrál postavu Teda v seriálu Powerless. Téhož roku začal dabovat postavu Hueyho (Kulíka) v animovaném seriálu Kačeří příběhy. Jde o nové zpracování částečně vycházející ze slavného seriálu z roku 1987.

## Osobní život
Danny Pudi je ženatý s Bridget Showalter, mají spolu dvojčata Fionu Leigh a Jamese Timhotyho, narozené v lednu 2012. Ve volném čase Daniel Pudi běhá a dokončil několik maratonů. Na sociální síti Instagram má svůj účet pod jménem Daniel Pudi